# Tabebuia heterophylla
Tabebuia heterophylla ist eine Pflanzenart aus der Gattung Tabebuia innerhalb der Familie der Trompetenbaumgewächse (Bignoniaceae). Sie kommt auf karibischen Inseln vor.

## Beschreibung

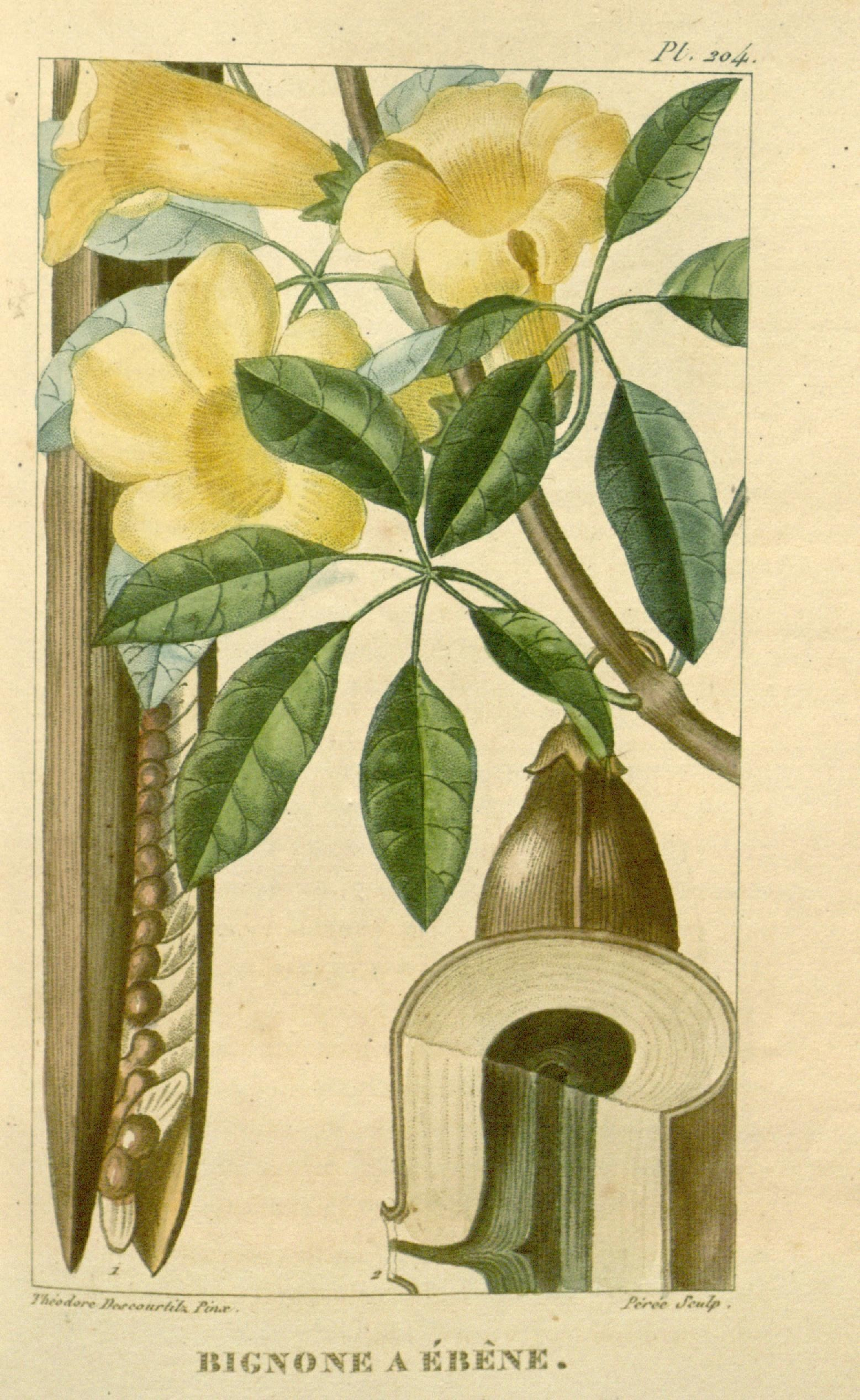
Illustration aus Flore médicale des Antilles, ou, Traité des plantes usuelles, Tafel 204

### Vegetative Merkmale
Tabebuia heterophylla ist ein laubwerfender bis immergrüner Baum, der Wuchshöhen von bis über 15 Metern erreicht.
Die gegenständig angeordneten Laubblätter sind in Blattstiel und -spreite gegliedert. Die Blattspreite ist ungeteilt oder drei- bis fünfteilig. Die Blättchen sind meist ganzrandig und häufig recht unterschiedlich ausgeformt und schuppig.

### Generative Merkmale
Es werden zygomorphe und zwittrige Blüten mit doppelter Blütenhülle in schuppigen, endständigen Rispen oder einzeln oder zu zweit gebildet. Die rosa bis purpurnen oder fast weißen Blüten mit anfänglich gelbem Schlund sind gestielt. Die Krone ist bis 7 Zentimeter lang mit kürzen Lappen. Der schuppige, becherförmige Kelch ist zwei bis vierteilig.
Es werden schlanke Kapselfrüchte mit beidseits geflügelten Samen gebildet.

## Vorkommen
Tabebuia heterophylla kommt ursprünglich in Kuba, Jamaika, auf Hispaniola, Trinidad und Tobago, den Bahamas, den Jungferninseln, auf Puerto Rico und weiteren Inseln der Antillen vor. In Hawaii und in Florida ist sie ein Neophyt.

## Taxonomie
Die Erstbeschreibung erfolgte 1822 unter dem Namen (Basionym) Raputia heterophylla durch Augustin Pyrame de Candolle in Mémoires du Museum d’Histoire Naturelle, Band 9, Seite 153–154. Die Neukombination zu Tabebuia heterophylla (DC.) Britton wurde 1915 durch Nathaniel Lord Britton in Annals of the Missouri Botanical Garden, Band 2, Seite 48 veröffentlicht.

## Bilder

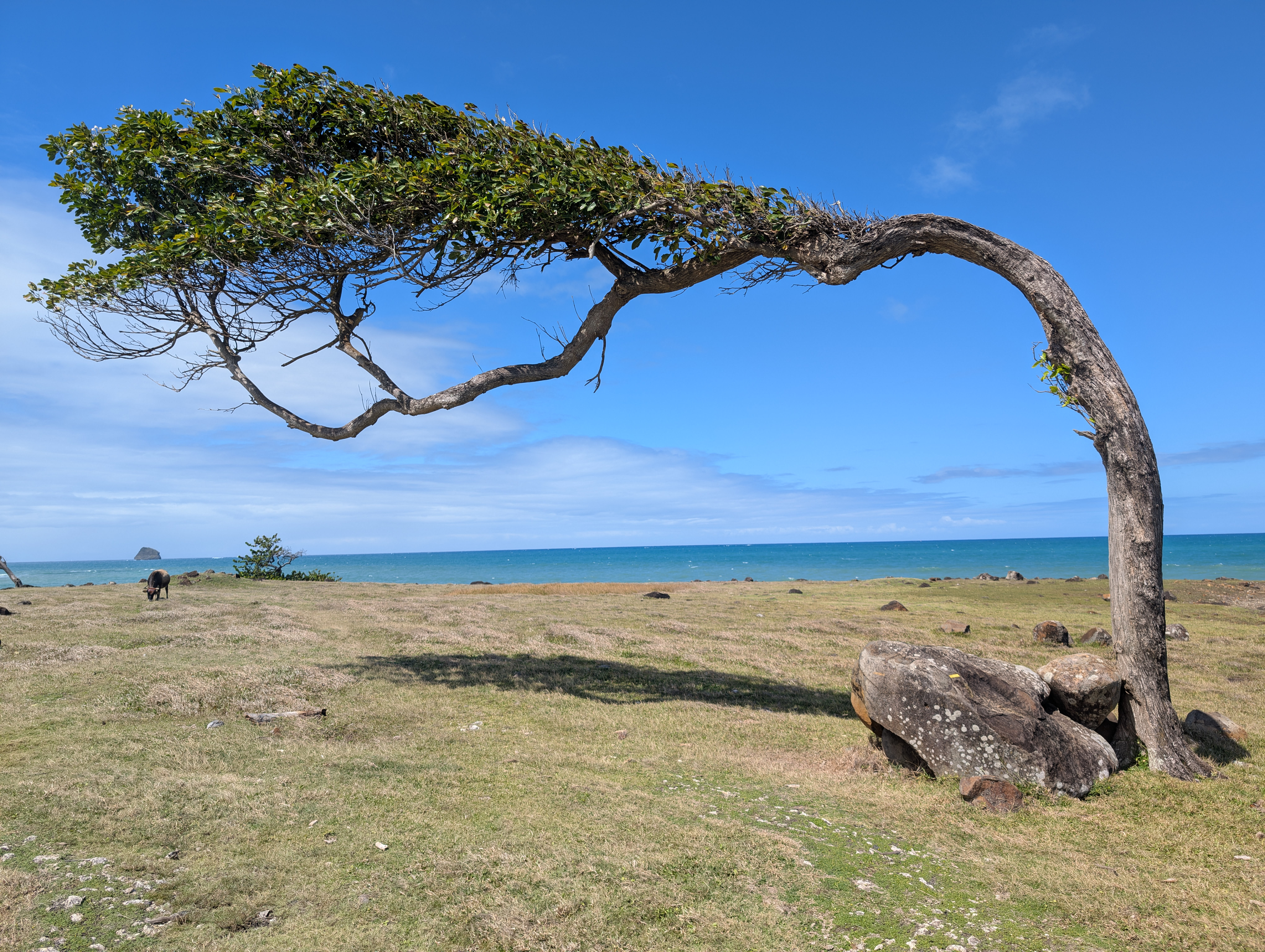
Tabebuia heterophylla in Sainte-Rose auf Guadeloupe
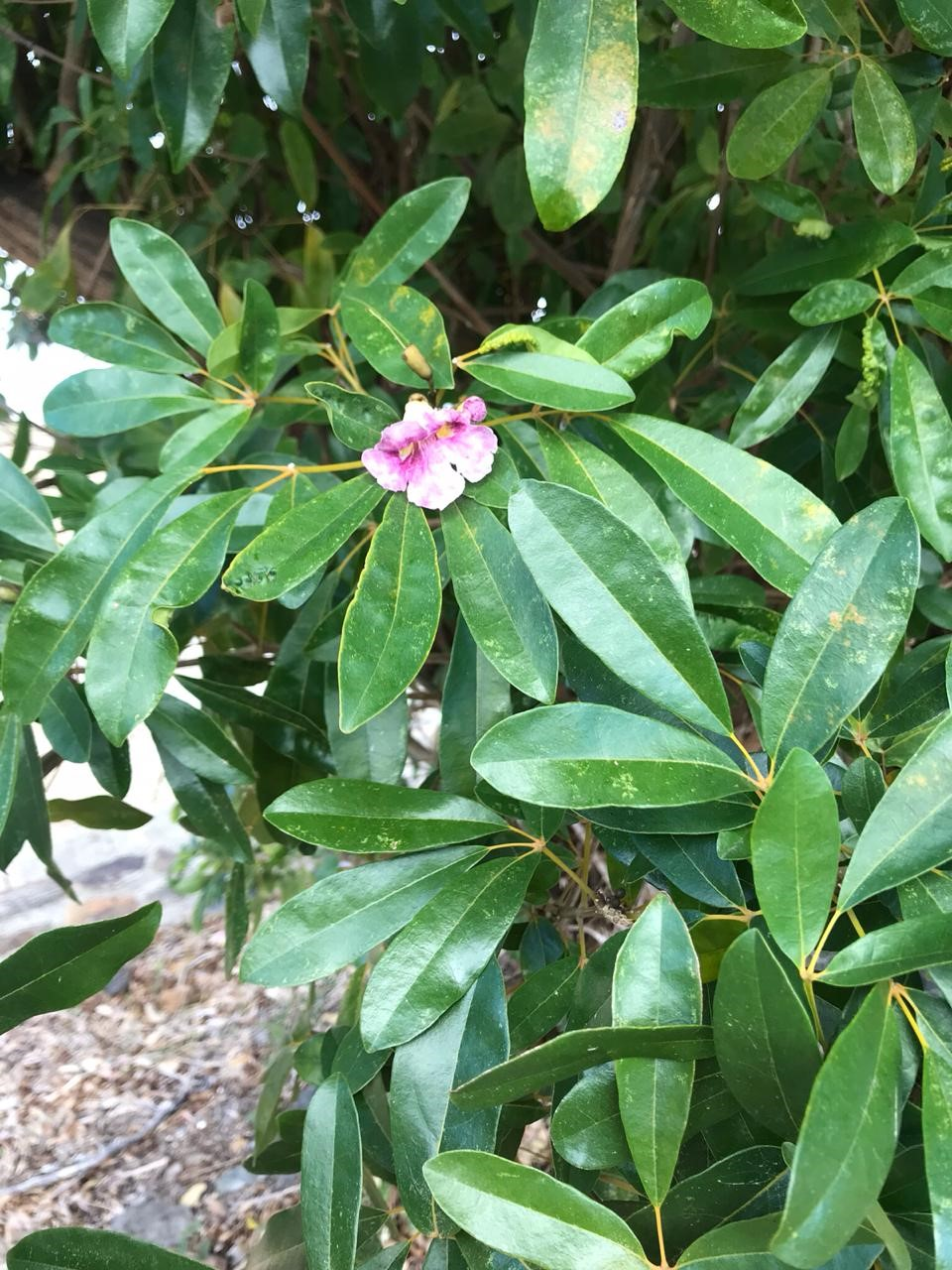
Habitus
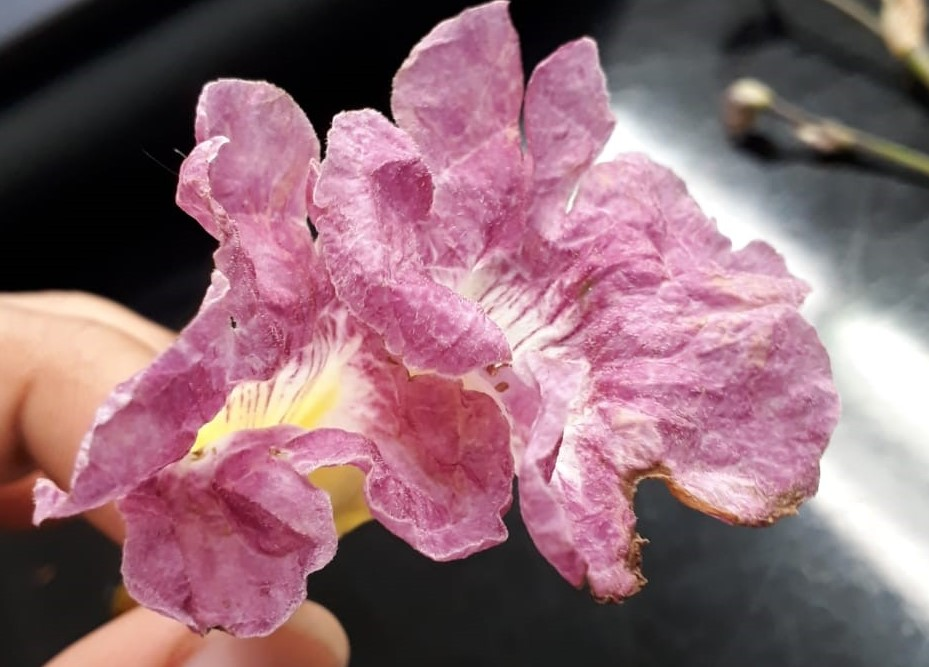
Blüte
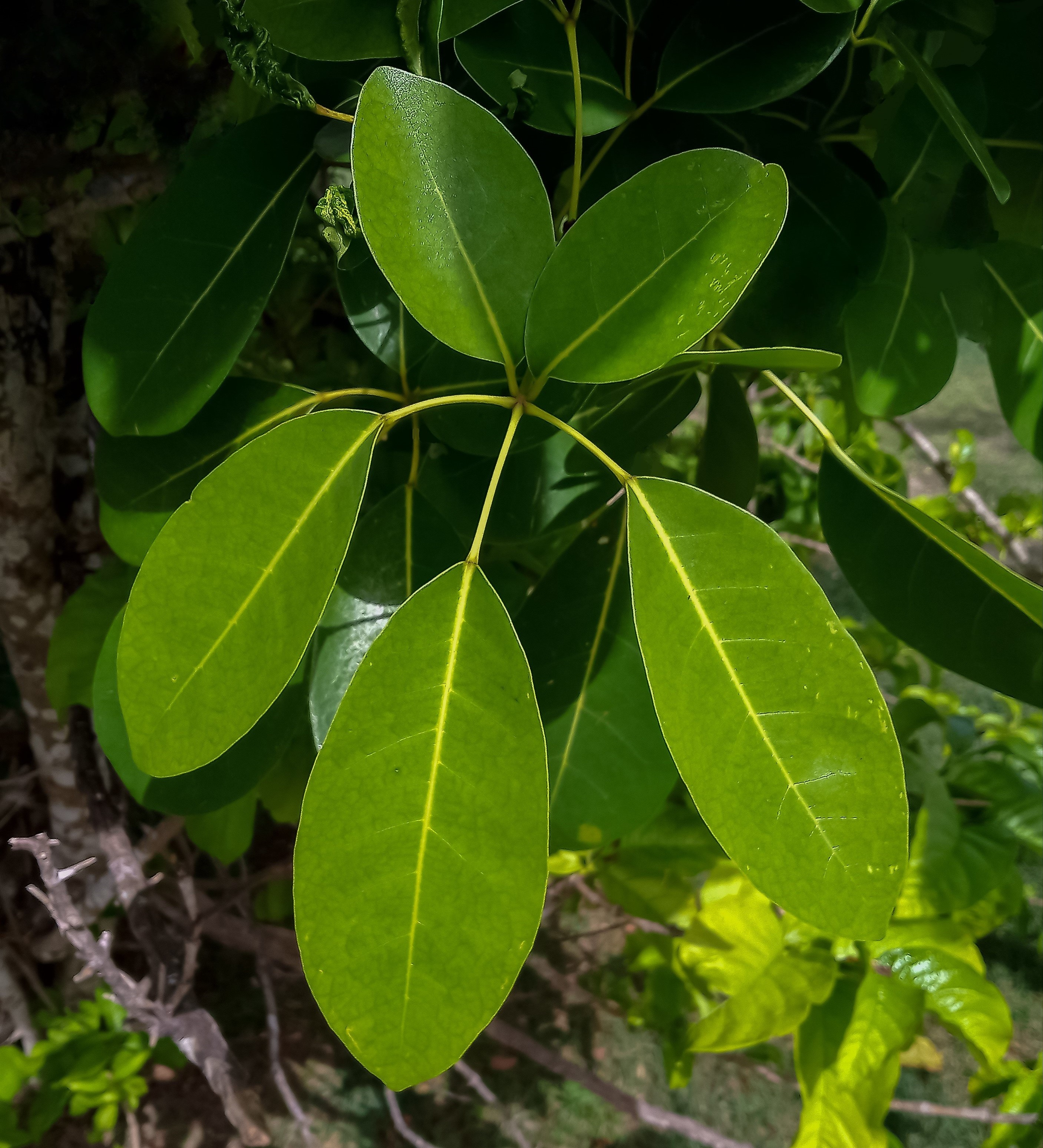
Laubblatt